# Дом Маркевича-Евтушевского (Таганрог)
Дом Маркевича — Евтушевского — памятник истории местного значения, который был построен в первой четверти XIX века в переулке Антона Глушко, 40 в городе Таганроге Ростовской области. Это одноэтажный дом с пятью окнами, по карнизу которого идут зубчики.

## История
Дом, впоследствии ставший историческим памятником Таганрога, построили в первой четверти XIX века. Он принадлежал местному купцу А. Н. Камбурову, затем был продан и стал собственностью Маркевич-Евтушевского. Последний, занимал должность чиновника канцелярии градоначальника Таганрога. В исторических источниках данные про инициалы владельца дома существенно отличаются.
После свадьбы, чиновник переехал жить в дом супруги, а недвижимость в переулке А. Глушко, 40, он принял решение сдавать в аренду. Одной из наследниц дома стала дочь Маркевич-Евтушенко — Людмила Павловна. Она приходилась женой М. Е. Чехову и тетей Антону Павловичу Чехову. Известно, что среди арендаторов дома была семья П. Е. Чехова, и именно в этом доме был рожден Иван Чехов. Семьи связывали дружеские отношения, даже спустя годы, Антон Чехов поддерживал общение с Маркевич-Евтушевскими. Семья Чеховых жила в этом доме в 1861—1862 годах. В XXI веке это жилой дом, с 1992 года охраняется государством как памятник истории местного значения.